# Verena Pock
Verena Pock (* 5. Dezember 1993) ist eine österreichische Skispringerin.
Pock gab ihr internationales Debüt bei FIS-Rennen 2004. Am 7. August 2005 gab sie ihr Debüt im Skisprung-Continental-Cup. Dabei konnte sie bereits in ihrem ersten Springen Continental-Cup-Punkte gewinnen und erreichte den 21. Platz in Bischofshofen. Am 12. August 2006 erreichte Pock mit dem 11. Platz in Meinerzhagen ihre bislang höchste Einzelplatzierung im Continental Cup. Die Saison 2006/07 beendete sie auf dem 45. Platz in der Continental-Cup-Punkte. In der Saison 2009/10 gelang ihr erstmals in ihrer Karriere kein Punktegewinn.